# 标形鸟唇螺
标形鸟唇螺（学名：Petraeomastus rumichangensis）为艾纳螺科鸟唇螺属的动物，是中国的特有物种。

## 分佈
分布于四川、甘肃、西藏等地，生活环境为陆地，主要生活于高山地区、山谷、丘陵地带的灌木丛、潮湿的草丛中以及石块落叶下。

## 外部連結
- 維基物種上的相關：标形鸟唇螺